# Zentropa
Zentropa Entertainments es una compañía danesa de cine. Fue fundada en 1992 por el director Lars von Trier y el productor Peter Aalbæk Jensen. Desde entonces ha producido más de 70 películas y se ha convertido en la mayor compañía productora cinematográfica de los países escandinavos. Posee una serie de filiales en Europa.
Posiblemente se conozca sobre todo a Zentropa por haber sido la productora que lanzó el movimiento cinematográfico conocido como Dogma 95, dando lugar a películas tan aclamadas como  Europa (1991), Breaking the Waves (1995) o Dancer in the Dark (2000).

## Historia
Zentropa fue la primera gran productora cinematográfica en producir películas pornográficas hardcore para mujeres: Constance (1998), Pink Prison (1999), HotMen CoolBoyz (2000) y All About Anna (2005). Zentropa es también responsable de la creación de un complejo de estudios llamado Filmbyen, donde se encuentran las sedes tanto de Zentropa como de muchas otras empresas relacionadas con el cine.
El nombre «Zentropa» proviene del nombre de la compañía de trenes ficticia «Zentropa» en la película Europa (1991), con la que se inició la colaboración entre Lars von Trier y Peter Aalbæk Jensen.

## Películas producidas por Zentropa
- Europa (Lars von Trier, 1991)
- El reino (Lars von Trier, 1994)
- Breaking the Waves (Lars von Trier, 1996)
- Riget II (Lars von Trier, 1997)
- Constance (Knud Vesterskov, 1998)
- La celebración (Thomas Vinterberg, 1998)
- Pink Prison (Lisbeth Lynghøft, 1999)
- Mifune (Søren Kragh-Jacobsen, 1999)
- HotMen CoolBoyz (Knud Vesterskov, 2000)
- Italiensk for begyndere (Lone Scherfig, 2000)
- Dancer in the Dark (Lars von Trier, 2000)
- Okay (Jesper W. Nielsen, 2002)
- Dogville (Lars von Trier, 2003)
- It's All About Love (Thomas Vinterberg, 2003)
- De fem benspænd (Jørgen Leth, 2003)
- Brødre (Susanne Bier, 2004)
- Ørnen: En krimi-odyssé (Niels Arden Oplev, 2004)
- All About Anna (Jessica Nilsson, 2005)
- Manderlay (Lars von Trier, 2005)
- Querida Wendy (Thomas Vinterberg, 2005)
- Direktøren for det hele (Lars von Trier, 2006)
- Después de la boda (Susanne Bier, 2006)
- Om natten (Christian E. Christiansen, 2007)
- Anticristo (Lars von Trier, 2009)
- Det Røde Kapel (Mads Brügger, 2010)
- The House That Jack Built (Lars von Trier, 2018)